# Alice Stewart
Alice Mary Stewart, el cognom de soltera de la qual era Naish (4 d'octubre de 1906 - 23 de juny de 2002), fou una metgessa i epidemiòloga britànica, coneguda pels seus estudis sobre els efectes de la radiació sobre la salut.

## Biografia

### Primers anys
Va néixer, a Sheffield (Anglaterra) el 4 d'octubre de 1906. Els seus pares eren pediatres i Alice va ser la tercera dels vuit fills que va tenir el matrimoni. Alice va estudiar medicina al Girton College de la Universitat de Cambridge. Després de doctorar-se va completar els seus estudis al Royal Free Hospital de Londres. L'any 1933 es va casar amb Ludovick Stewart, un professor de francès amb qui va tenir dos fills. Alice va entrar a treballar al departament de medicina clínica a la Universitat d'Oxford, on va començar a interessar-se per la medicina social (més endavant anomenada epidemiologia). El 1943 John Ryle va crear, a Oxford, el primer departament de medicina social i preventiva, amb la col·laboració de l'Alice. El 1946 va participar en la creació de la revista British Journal of Industrial Medicine. El mateix any, va ser escollida membre del Royal College of Physicians.

### Investigació
El 1950, després de la mort de Ryle, Alice va passar a ser cap de la unitat, però el departament disposava de poc pressupost. El 1953 el Consell d'Investigació Mèdica li va assignar mil lliures esterlines per fer un estudi sobre les causes del càncer infantil. Alice i el seu equip van fer un estudi de tots els nens que havien mort de leucèmia entre 1953 i 1955, amb dades obtingudes dels departaments de salut pública del país i amb qüestionaris realitzats a les mares dels nens. Les dades van revelar que una simple exposició de les mares a una radiografia durant l'embaràs podia doblar el risc de càncer infantil. Quan Alice va fer públiques aquestes dades, l'any 1956, van ser molt mal rebudes per la professió mèdica. El 1960, el prestigiós epidemiòleg Richard Doll va presentar un estudi on defensava que no hi havia un increment de casos de leucèmia en fills de dones irradiades durant l'embaràs. El 1962, l'epidemiòleg nord-americà Brian MacMahon va fer estudis que van arribar als mateixos resultats que l'equip de l'Alice. Tot i així, fins a finals dels anys setanta els organismes mèdics més importants no van desaconsellar les radiografies a les dones embarassades.
Stewart es va jubilar el 1974, Però, tot i estar retirada, va acceptar una plaça per seguir investigant al departament de medicina social de la Universitat de Birmingham. Durant aquesta etapa, Alice es va involucrar en un estudi iniciat pel Dr. Thomas Mancuso sobre la salud dels treballadors de la central nuclear d'Hanford, als Estats Units, que participava en el Projecte Manhattan treballant en l'obtenció de plutoni per a la fabricació d'armes nuclears. Ningú esperava que descobrissin res incorrecte perquè Hanford treballava dins els límits de seguretat establerts pels organismes internacionals, però van descobrir que el risc de contraure càncer dels treballadors de Hanford era vint vegades superior al que es creia. El Departament d'Energia dels Estats Units va destituir Mancuso i va intentar apoderar-se les dades de la investigació, però Stewart i el seu ajudant George Kneale es van endur les dades a Anglaterra i, juntament amb Mancuso, van publicar un seguit d'estudis on denunciaven els riscos de l'exposició a les radiacions.

### Últims anys
El 1986, amb vuitanta anys, Alice va rebre el Right Livelihood Award, conegut popularment com el Premi Nobel Alternatiu, que lliura el Parlament Suec en reconeixement d'aquelles persones que han fer contribucions importants per a la millora de la societat. El mateix any va rebre 1,4 milions de dòlars, provinents d'una multa imposada a la central nuclear de Three Mile Island (Harrisburg) per un accident nuclear de 1979, que li van permetre estudiar els efectes de les baixes dosis de radiació. Però per fer aquest estudi necessitava accedir als historials mèdics dels treballadors i el govern Regan no li va permetre. Després d'uns quants plets, l'any 1992, va poder accedir a les dades d'un terç dels treballadors. El 1992, amb vuitanta-sis anys, va rebre el Premi Ramazzini d'epidemiologia i encara va seguir publicant articles. Va morir el 23 de juny de 2002, als noranta-cinc anys. Va viure prou temps per veure reconegudes les seves tesis segons les quals l'exposició a dosis baixes de radiacions ionitzants és un risc i cada dosi rebuda se suma a les anteriors i, per tant, els seus efectes són acumulatius.